# Metronom

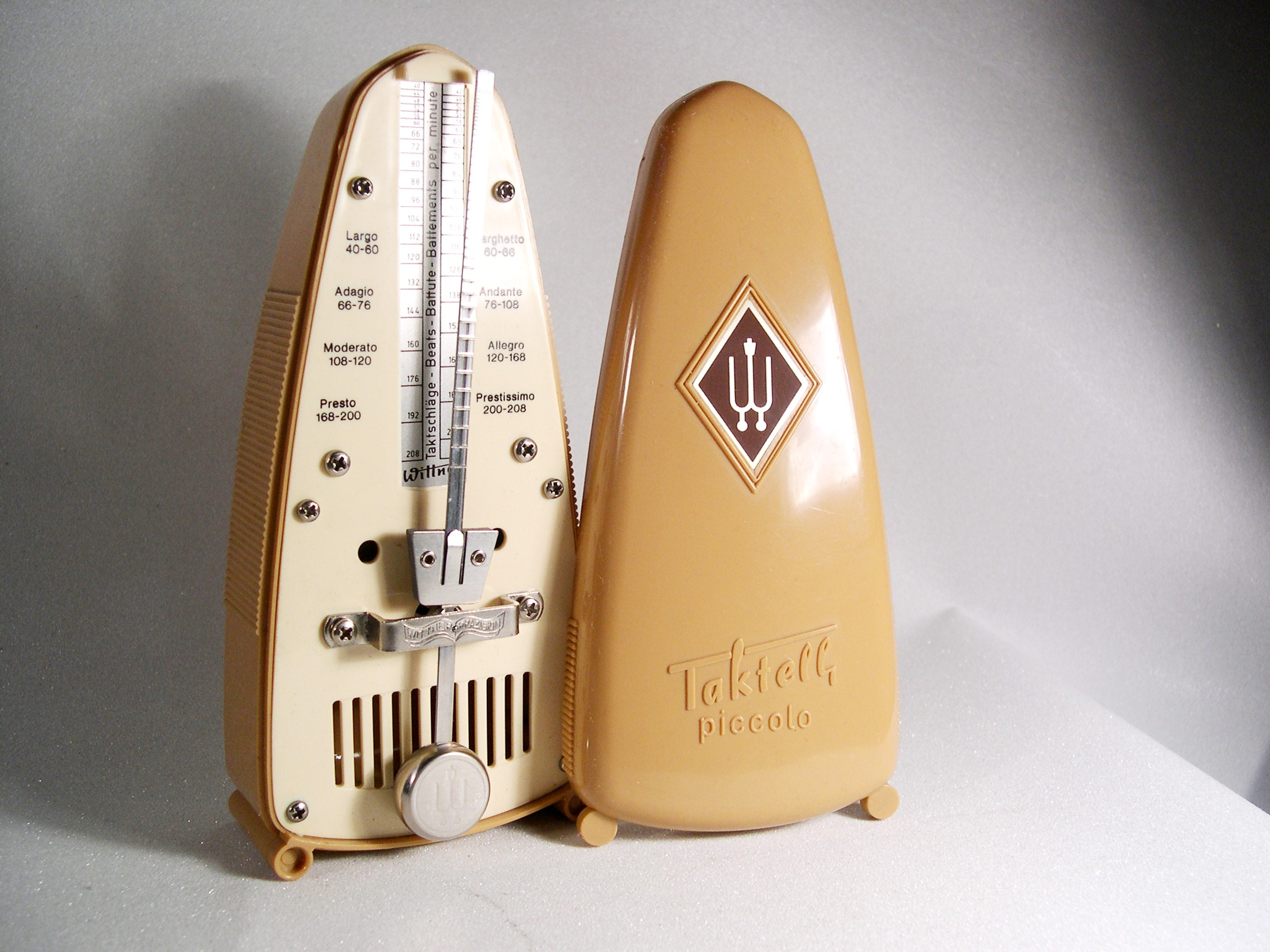
Mechanisches Metronom

Ein Metronom (von griechisch metron ,Maß‘, und nomos ,Gesetz, Übereinkunft‘) ist ein mechanisches oder elektronisches Gerät, das durch akustische Impulse in gleichmäßigen Zeitintervallen ein konstantes Tempo vorgibt. Die Metronomfunktion kann auch in elektronische Musikinstrumente (z. B. Keyboards, E-Pianos) integriert sein oder durch Software (insbesondere Mobile Apps) simuliert werden.
Die Zahl, die auf dem Metronom eingestellt wird, gibt an, wie oft das Metronom pro Minute schlagen soll. Die Maßeinheit hierfür heißt „Beats per minute“ (bpm). In der klassischen Musik wird dies mit M. M. (= Mälzels Metronom) abgekürzt. Stellt man das Metronom also beispielsweise auf 60 bpm, so schlägt es im Sekundentakt – das Zeitintervall von einem bis zum nächsten Schlag dauert genau eine Sekunde. Dieses Zeitintervall ist nicht von vornherein auf einen bestimmten Notenwert festgelegt. Zumeist findet sich auf musikalischen Noten diesbezüglich eine Angabe (z. B.: ).

## Geschichte

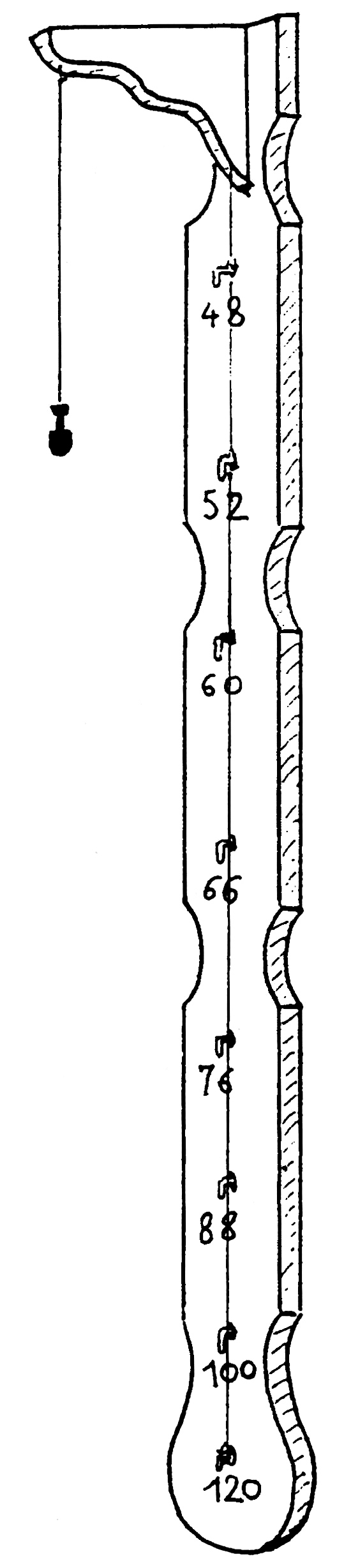
Chronomètre des Étienne Loulié 1696

### Vorläufer
Das früheste bekannte Gerät, das dem Zweck einer gleichmäßigen Tempovorgabe diente, stammt von dem andalusischen Erfinder Abbas ibn Firnas (810–887). Zur Einhaltung eines gleichmäßigen Tempos wurde erstmals von Thomas Mace im Jahr 1676 ein Fadenpendel vorgeschlagen. Vermutlich aufgrund dieser Anregung veröffentlichte 1696 Étienne Loulié die Beschreibung eines Fadenpendel-Metronoms mit einer am Faden befestigten Bleikugel. In der Zeit von 1800 bis 1820 wurden eine Reihe unterschiedlicher Zeitmesser erfunden. Als Bezeichnungen waren „Taktmesser“, „Taktuhr“, „musikalischer Zeitmesser“, „Chronometer“ (auch „Cronometer“), „Rhythmometer“ oder „Metrometer“ gebräuchlich. Dietrich Nikolaus Winkel stellte fest, dass Pendel, die an beiden Seiten mit Gewichten versehen wurden, besser für langsame Intervalle geeignet waren. Das erste dieser „Cronometer“ erhielt die Königlich Niederländische Akademie der Wissenschaften in Amsterdam. Winkel registrierte sein Chronometer offiziell am 14. August 1815. Johann Nepomuk Mälzel fügte dem Instrument eine Skala hinzu und ließ es unter der Bezeichnung „Metronom“ patentieren. Nach einem Rechtsstreit gegen Mälzel wurde Winkel die technische Erfindung zugesprochen, während Mälzel bis heute als Erfinder der Bezeichnung „Metronom“ gilt.

### Mälzel-Metronom
Erstmals verwendet wurde der Name „Metronom“ in der 1815 in der vom Instrumentenbauer und Konstrukteur von mechanischen Automaten Johann Nepomuk Mälzel in Paris gebauten und in England patentierten Form, die bis heute als prägend gilt. Die Aufforderung, eine derartige Maschine zu bauen, stammte von mehreren bekannten Musikern. Auch Ludwig van Beethoven wünschte sich, wie er später schreibt, eine präzisere Tempodefinition als die bisherigen (Adagio, Allegro, Presto etc.) Angaben. Ein Musik Chronometer wurde 1814 von dem in Amsterdam lebenden deutschen Mechaniker und Orgelbauer Dietrich Nikolaus Winkel angefertigt, nachdem Johann Nepomuk Mälzel bei diesem Rat gesucht hatte. Mälzels Londoner Patent für ein Gerät namens „Metronome or Musical Time-keeper“ datiert vom 5. Dezember 1815. Erst nachdem die Fertigung in größeren Stückzahlen angelaufen war, erfuhr Dietrich Nikolaus Winkel davon und reklamierte die Erfindung für sich. Im Jahre 1820 wurde die eigentliche Erfindung des Metronoms in einem Rechtsstreit schließlich Dietrich Nikolaus Winkel zuerkannt; viele Zeitgenossen vertraten aber auch danach den Standpunkt, dass Mälzel der rechtmäßige Erfinder des Metronoms sei. Dietrich Nikolaus Winkel hat für Mälzel nach dessen Vorstellung das erste Metronom konstruiert, Mälzel hat dieses Metronom um eine Skala erweitert und es schließlich in großen Stückzahlen in eigenen Fabriken in Paris und London gefertigt und bis nach Amerika verkauft. Das in Wien von Leonhard Mälzel gefertigte Metronom wird stark abweichend beschrieben. Das Wort „Metronom“ wurde zunächst maskulin gebraucht, später nur noch im Neutrum.

### Weitere Modelle
Bei dem in London und Paris gefertigten mechanischen Metronom wird eine Feder aufgezogen, die über eine rückfallende Hemmung ein Pendel in Schwung hält, ähnlich dem Mechanismus in einer Uhr. Durch ein verschiebbares Gewicht am Pendel kann die Frequenz des Metronoms anhand einer Skala eingestellt werden. Bei manchen Metronomen kann zusätzlich noch eine Glocke aktiviert werden, das jeweils auf der ersten Taktzeit ertönt, einstellbar für zwei-, drei-, vier- oder sechszählige Takte. Beim elektronischen Metronom wird das Taktsignal elektronisch erzeugt. Seine Größe kann von der eines mechanischen Metronoms bis zum Scheckkartenformat reichen. Ein Vergleich der Tempobezeichnungen auf den Skalen der abgebildeten Metronome offenbart zum Teil erhebliche Unterschiede und belegt, dass derartige Angaben nicht immer verlässlich sind.

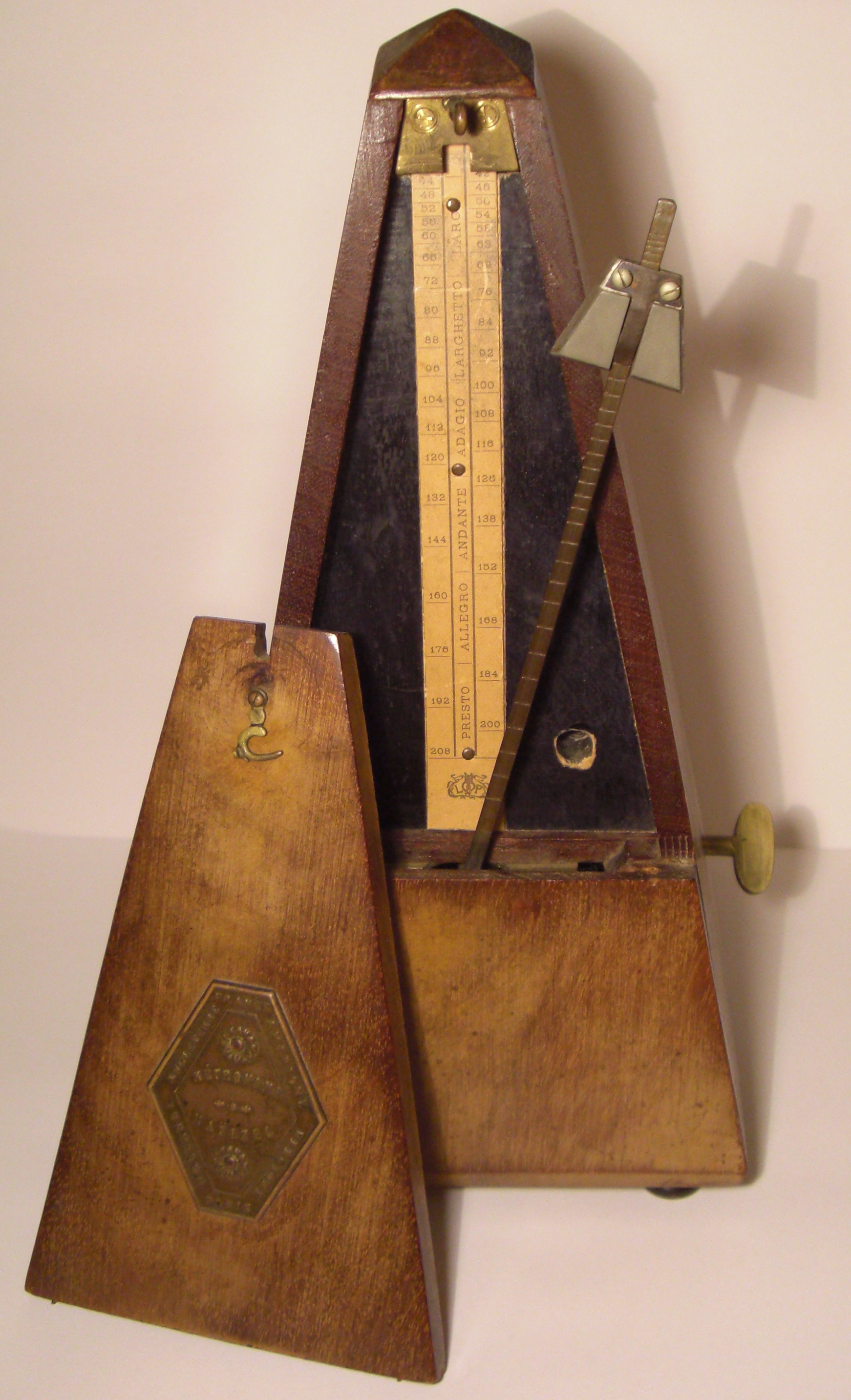
Altes mechanisches Metronom
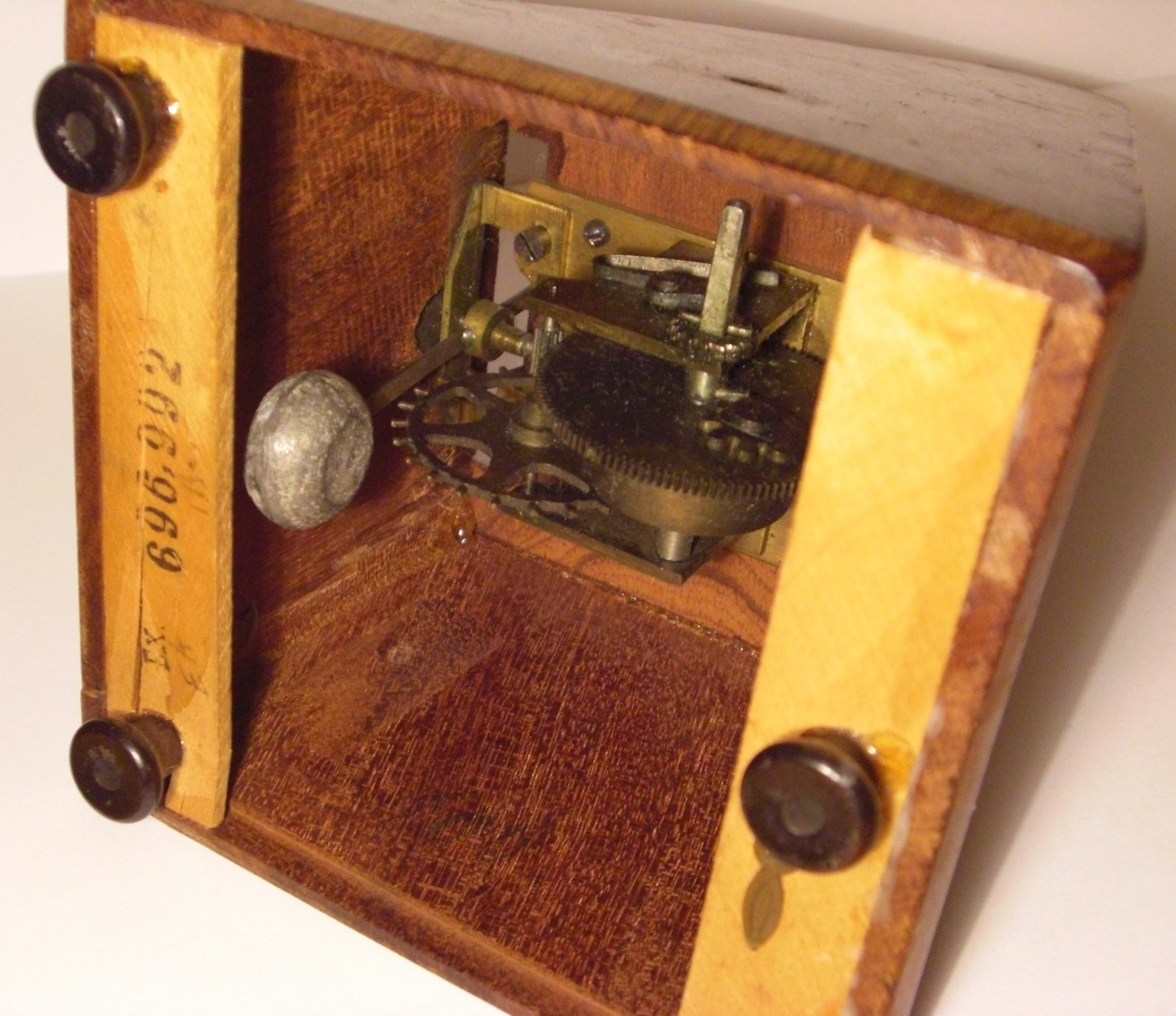
Blick von unten in das Uhrwerk eines mech. Metronoms
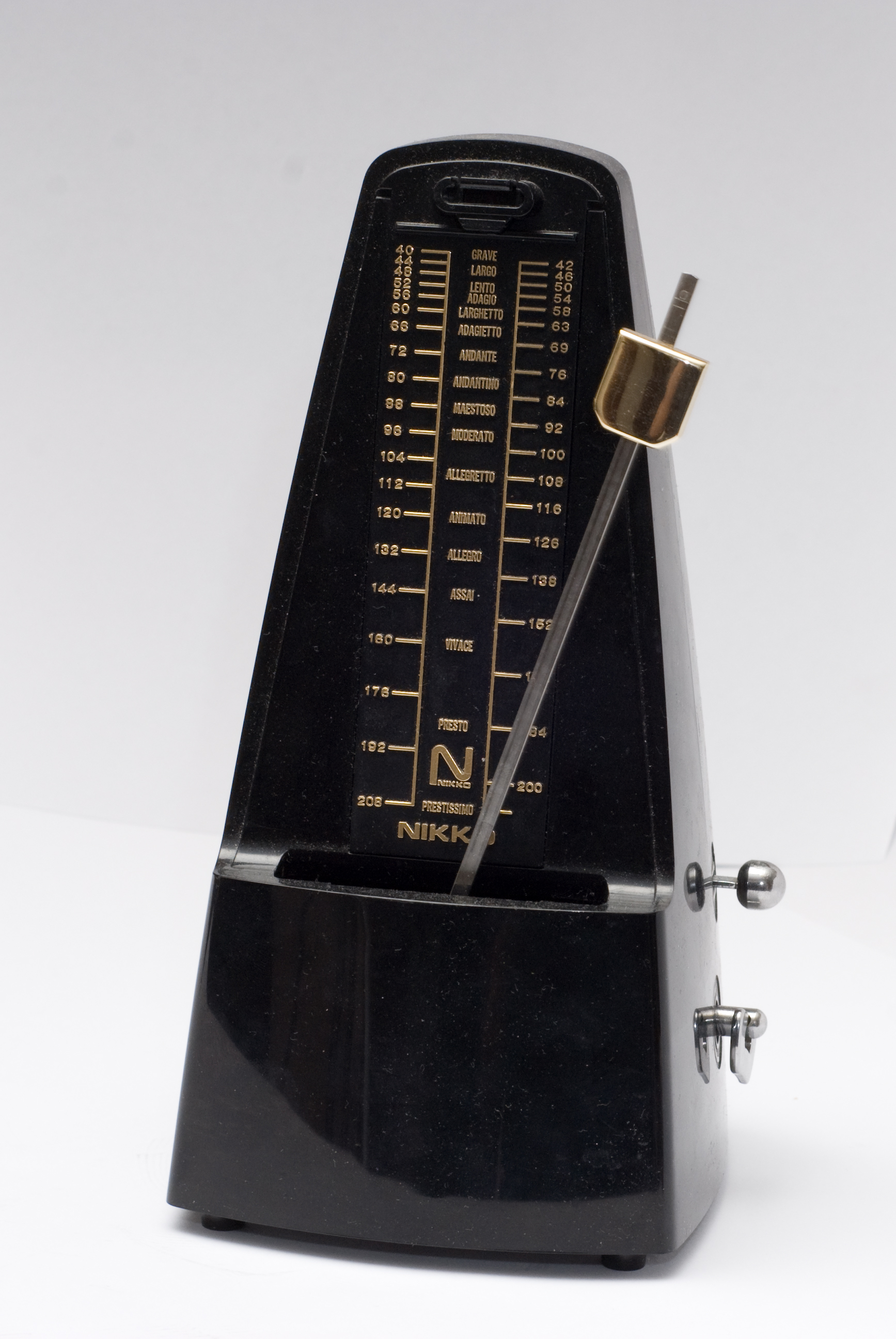
Neueres mechanisches Metronom
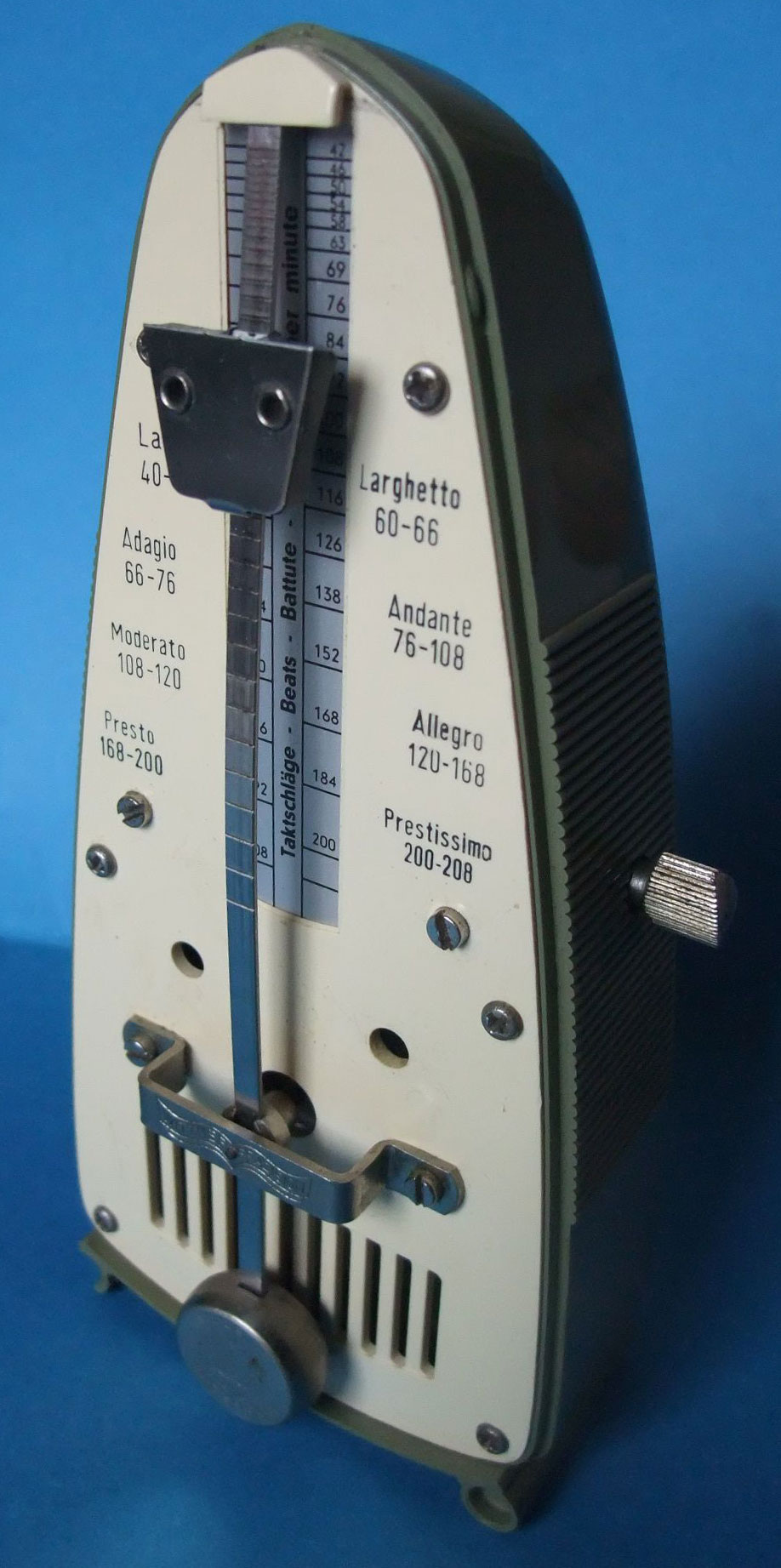
Kleines mechanisches Metronom
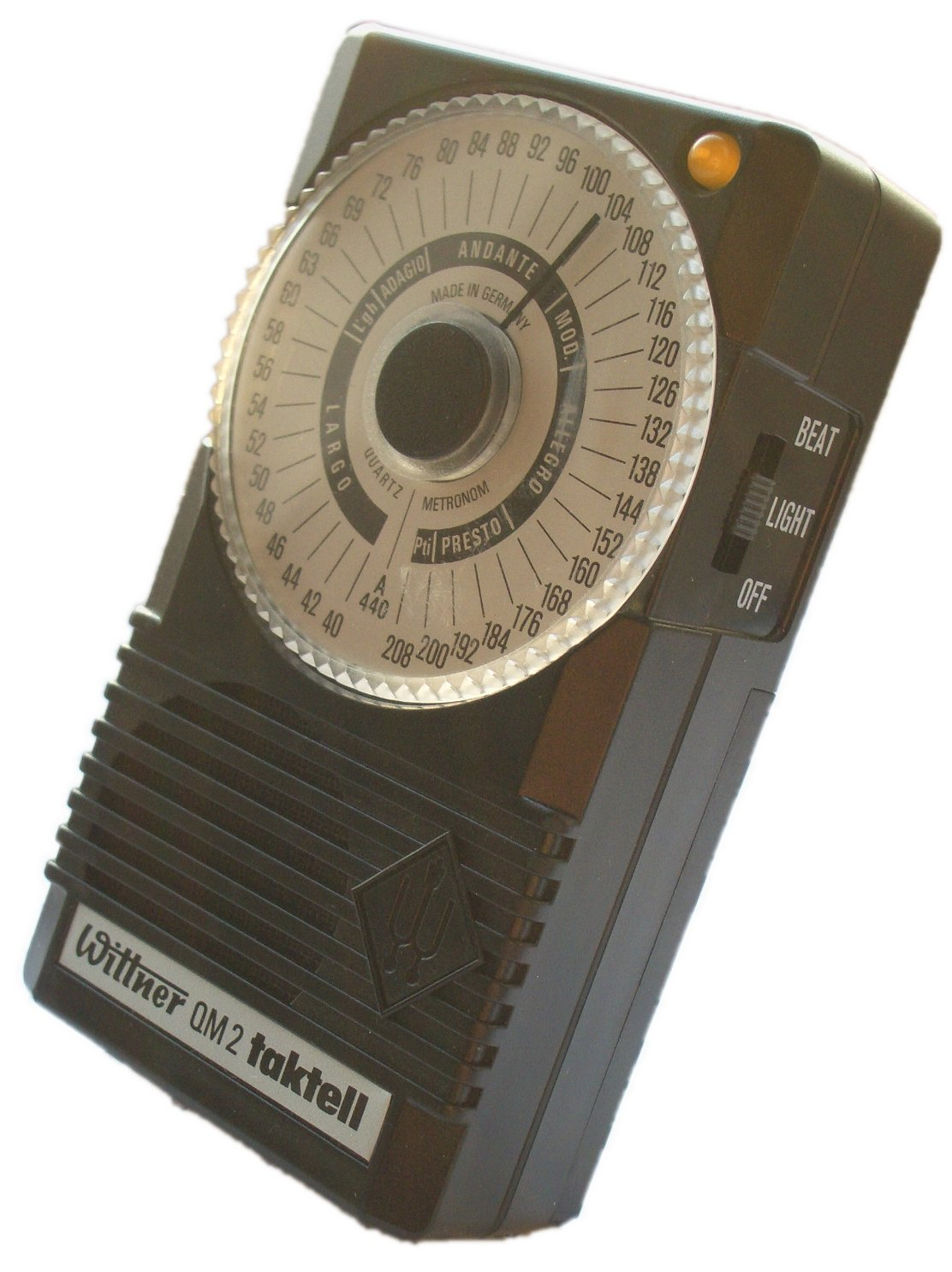
Elektronisches Metronom
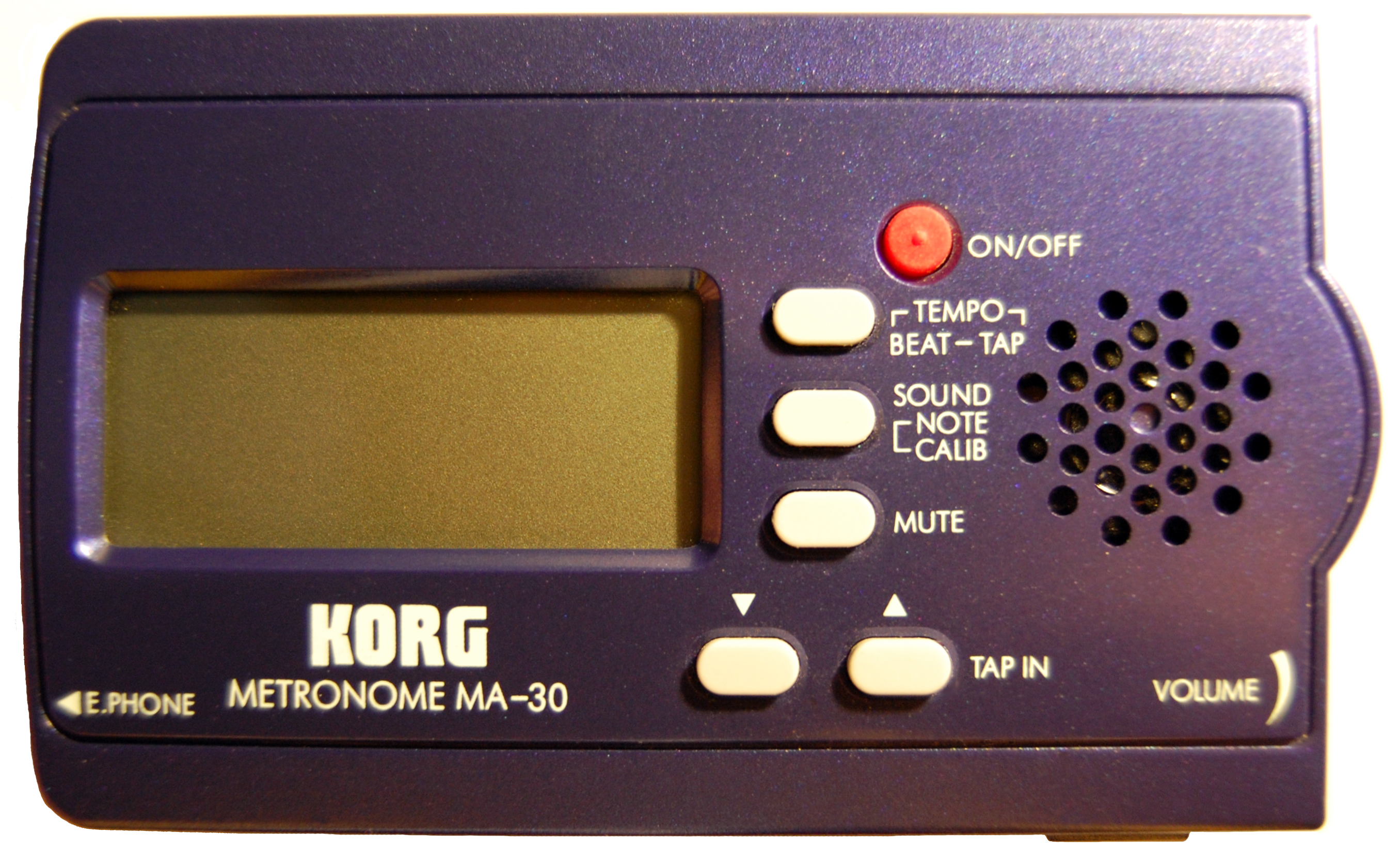
Elektronisches Metronom
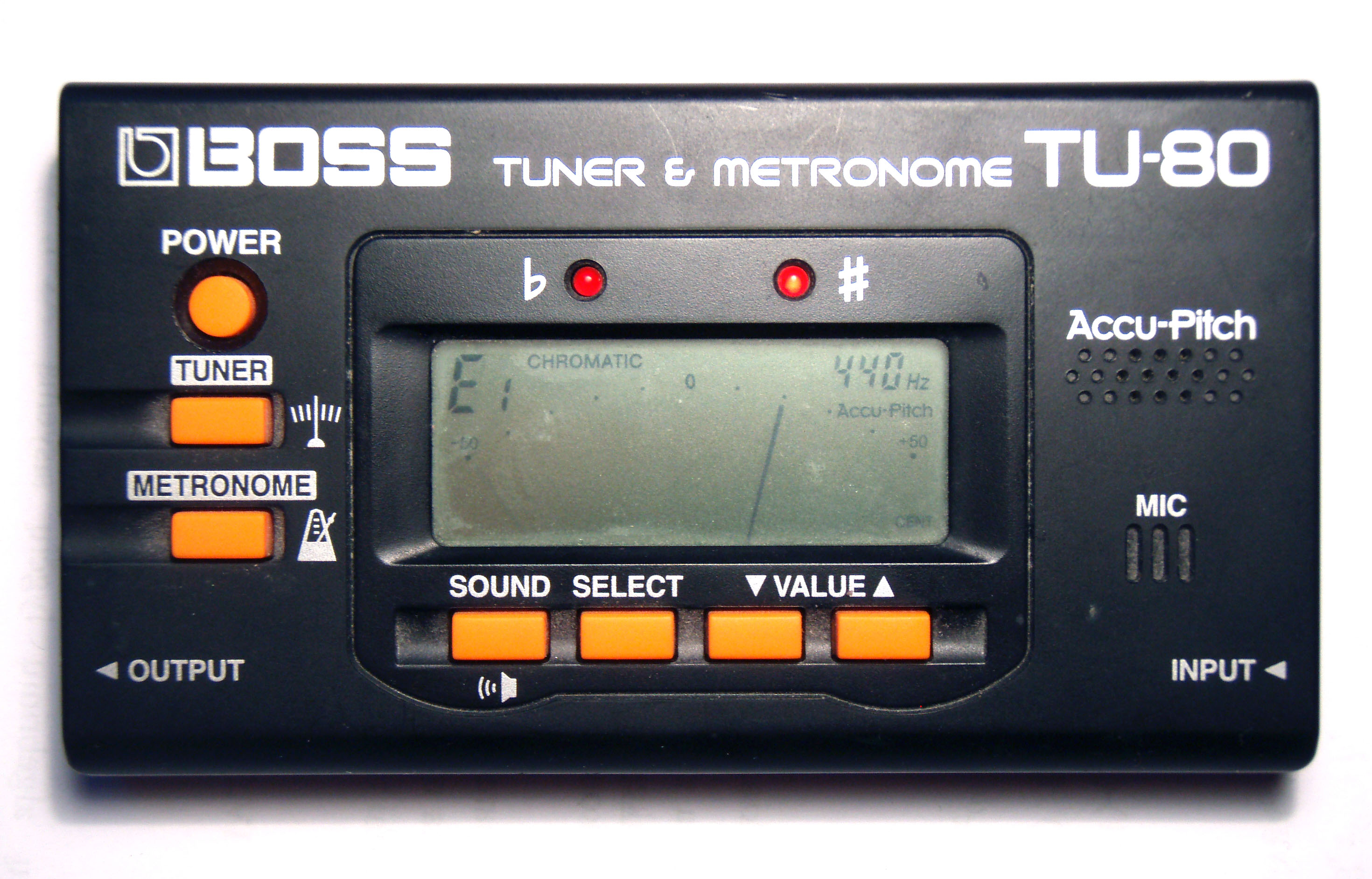
Elektronisches Metronom mit Stimmgerät

## Metronomzahlen und Interpretation
Vom Komponisten selbst mit Bezug auf einen bestimmten Notenwert wie „Halbe“, „Viertel“ oder „Achtel“ angegebene Metronomzahlen sind für den Interpreten wertvoll als Richtschnur für das von ihm zu wählende Tempo. Metronomangaben von Herausgebern oder von anonymer Herkunft hingegen können höchstens als Richtschnur ohne authentischen Anspruch auf Richtigkeit dienen. Die Tempoangaben auf der Skala des Mälzel-Metronoms (wie „Andante – gehend 76–108“) beziehen sich nicht auf bestimmte Notenwerte. In der Tempowahl muss die vorliegende Taktart berücksichtigt werden: Ein „Andante 3⁄8“ ist in der Musik der Klassik z. B. schneller als ein „Andante 3⁄4“, und dieses wiederum schneller als ein „Andante 4⁄4“. Ebenso ist es mit den Taktarten 2⁄2, 2⁄4 und 2⁄8.
Die klassische Musik vor Beethoven kannte und brauchte noch kein Metronom. Sie benutzte ein Tempo-System aus den „natürlichen Tempi der Taktarten“, welche sich beispielsweise aus Tänzen herleiten, deren Tradition den Musikern bekannt war; Andante etwa orientiert sich an der Bewegung des Gehens, das individuelle Abstufungen kennt. Auch regionale Unterschiede waren möglich, auch waren die Musiker fähig, das Tempo in der erforderlichen Weise nach der Größe des Aufführungsraums (Kirche, Saal, Zimmer), der aktuellen Besetzungsstärke etc. zu variieren. Ferner galt die Regel, sich an den kleinsten vorkommenden Notenwerten zu orientieren: der Schlag eines Stückes (Metronoms) wurde z. B. langsamer genommen, wenn es Zweiunddreißigstel enthielt, als wenn es überwiegend nur aus Sechzehnteln oder gar Achteln bestand. Die italienischen Tempoangaben halfen dann als zusätzliche Hinweise. Trotz seiner Begeisterung über das durch Mälzel endlich praktisch verwendbar gewordene Metronom hat Beethoven von seinen über 400 Werken nur 25 „metronomisiert“, d. h. mit Tempoangaben nach der Mälzel-Skala versehen.

## Trivia
1840 ließ das britische Militär ein großes Metronom bauen, um die Marschgeschwindigkeit seiner Truppen zu messen bzw. vorzugeben. Der „Army Preceptor“ hatte eine dreistufige Skala: slow (langsam; 75 bpm.); quick (zügig; 110 bpm.) und double-quick (Laufschritt; 150 bpm.). Selten findet das Metronom auch Einsatz als Instrument: Ravels Die spanische Stunde beginnt mit einem von Metronomen simulierten Uhrwerk. In der Popmusik wird das Metronom gelegentlich statt Perkussion benutzt. So werden Gitarre und Gesang im Song Stranger things have happened der Foo Fighters nur durch ein Metronom begleitet. Auch Paul McCartney setzte in Distractions das Metronom als eigenständiges perkussives Element ein. György Ligeti schrieb mit Poème symphonique ein Stück, das von 100 Metronomen gespielt wird. Während der Leningrader Blockade während des Zweiten Weltkriegs wurde das Metronom als Signal für eine intakte Radioverbindung eingesetzt und mit Lautsprechern in der Stadt verstärkt. Es wurde so zum akustischen Symbol der Belagerungszeit. Im Frankfurter Adorno-Denkmal steht ein Mälzel-Metronom auf dem Schreibtisch des Philosophen und Komponisten Theodor W. Adorno, das ununterbrochen tickt.